# Ruff Ryders' Anthem
Ruff Ryders' Anthem è un singolo del rapper statunitense DMX, pubblicato nel 1998 ed estratto dall'album It's Dark and Hell Is Hot.

## Video musicale
Il video musicale ha visto partecipare gli Onyx, The LOX, Eve e Swizz Beatz. Ad aprile 2024 conta più di 210 milioni di visualizzazioni su YouTube.

## Remix
Una versione remix del brano, dal titolo Ruff Ryders' Anthem (Remix), è stata pubblicata nel 1999 da DJ Clue? ed estratta dal suo primo album in studio The Professional. Questa versione vede la partecipazione, oltre che di DMX, anche di Jadakiss, Styles P, Drag-On e Eve.
Questa versione fa parte della colonna sonora del videogioco Grand Theft Auto: Liberty City Stories (2005). Nel 2020 è stata inserita nel videogame Call of Duty: Warzone.

## Classifiche
| Classifica (2021) | Posizione massima |
| ----------------- | ----------------- |
| Canada            | 36                |
| Stati Uniti       | 16                |